# Цудахар
Цудахар (дарг. Цӏудахъар) — село в Левашинском районе Дагестана. Центр сельского поселения Цудахарский сельсовет.

## Географическое положение
Расположено в 17 км к юго-западу от села Леваши на реке Казикумухское Койсу.

## История

### Образование селения
Территория Цудахарского союза была заселена с древнейших времен. На изучаемой территории обнаружены местонахождение и стоянки эпохи верхнего палеолита и мезолита. Однако источники по древней и средневековой истории Цудахара весьма скудны, поэтому приходится пользоваться историко-этнографическим материалом, собранным исследователями[кто?] на территории бывшего Цудахарского и других даргинских союзов, а также сопредельных территорий аварцев и лакцев.
Бытует множество легенд и преданий об основании Цудахара на нынешней территории цудахарцев:
- Две версии одного распространённого предания:
  1. После какого-то военного бедствия уцелевшие жители местного плато стекались у возвышенности Эла-Дубура, где было основано Бек-Ши (с дарг. «главное село»). По какой-то причине жители покинули его — выходцы основали Губден и ещё 9 горных джамаатов (в том числе Цудахар). Оставленные земли были признаны общими для 10 образовавшихся сёл. Их было решено не дробить, а использовать поочерёдно[3].
  2. Согласно другой версии, исконное селение находилось на горе Шамхал в урочище Шибарк (с дарг. «место села»). Но после войны уцелело лишь 12 мужчин с семьями: село было разрушено. Тогда они решили расселиться. Трое основали Губден, остальные — девять крупных горных сёл: Кадар, Мекеги, Акуша, Усиша, Цудахар, Гапшима, Муги, Сирха и Урахи[3].
- Существует и другое предание, которое гласит, что неподалёку от нынешнего селения Хаджал-махи, в местности, где был водопад (по цудахарски водопад — чаххи), на одной из скал имелось селение, которое носило название «Суахар». Жители Суахара, возмущенные жестокостью талхана (правителя), семьями уходили в поисках нового места для жилья. Самыми первыми из села ушли два брата, один товарищ и их сестра. Они остановились на месте старого Цудахара и основали село[4].
- По другой легенде, Цудахар основали переселенцы из Грузии — брат и сестра, которые бежали от преследований князя[5]. Этот вариант также стыкуется с тем, что «Цуда-хар» по-грузински означает «праздный человек» ("цуда — праздник, «каззи» — человек)[6].

### Кавказская война

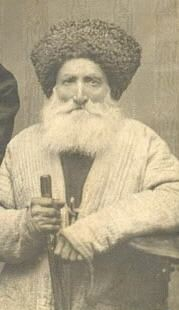
Аслан-кади, кадий Цудахара и наиб Шамиля

Цудахар был центром Цудахарского вольного общества, которое было тесно связано с Акушинским. До 1836 года в Цудахаре укрывался Джамалуддин Казикумухский, один из основателей мюридизма. В 20-е годы XIX века Цудахар был одним из центров мюридизма в Дагестане. Имам Дагестана Гази-Мухаммад установил с Джамаллудином связь, они оба разослали из Цудахара массу воззваний во все концы Дагестана. Воззваниями имам получил большое влияние на умы горских народов.

Кадий Цудахара Аслан-кади, будучи близким другом Гази-Мухаммада, перешёл на сторону имама в войне. Впоследствии Аслан-Кади был также наибом имама Шамиля.

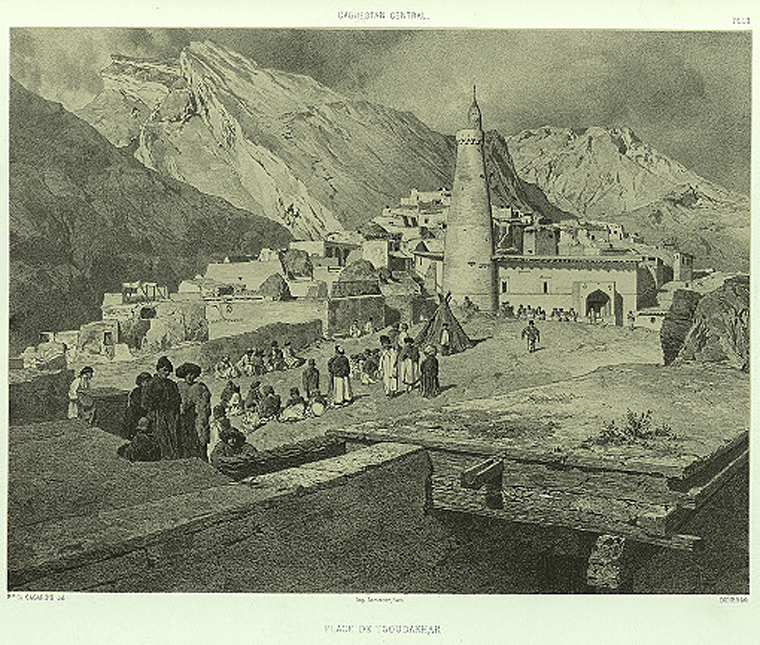
Цудахар в 1840-х годах

### Восстание 1877 года
9 сентября 1877 года в ходе антироссийского восстания в Чечне и Дагестане самыми первыми в Даргинском округе восстали аулы Цудахар и Куппа.

19—20 октября отряд генерала Меликова взял штурмом Цудахар и разрушил до основания артиллерией все село, при этом, по дагестанским источникам, погибло по 1,9 тысяч человек с каждой стороны. Руководил обороной аула Ника-кади Цудахарский, который в конце восстания отказался прекращать антиимперскую деятельность и был казнён вторым после руководителя самого восстания — Мухаммада-Хаджи.

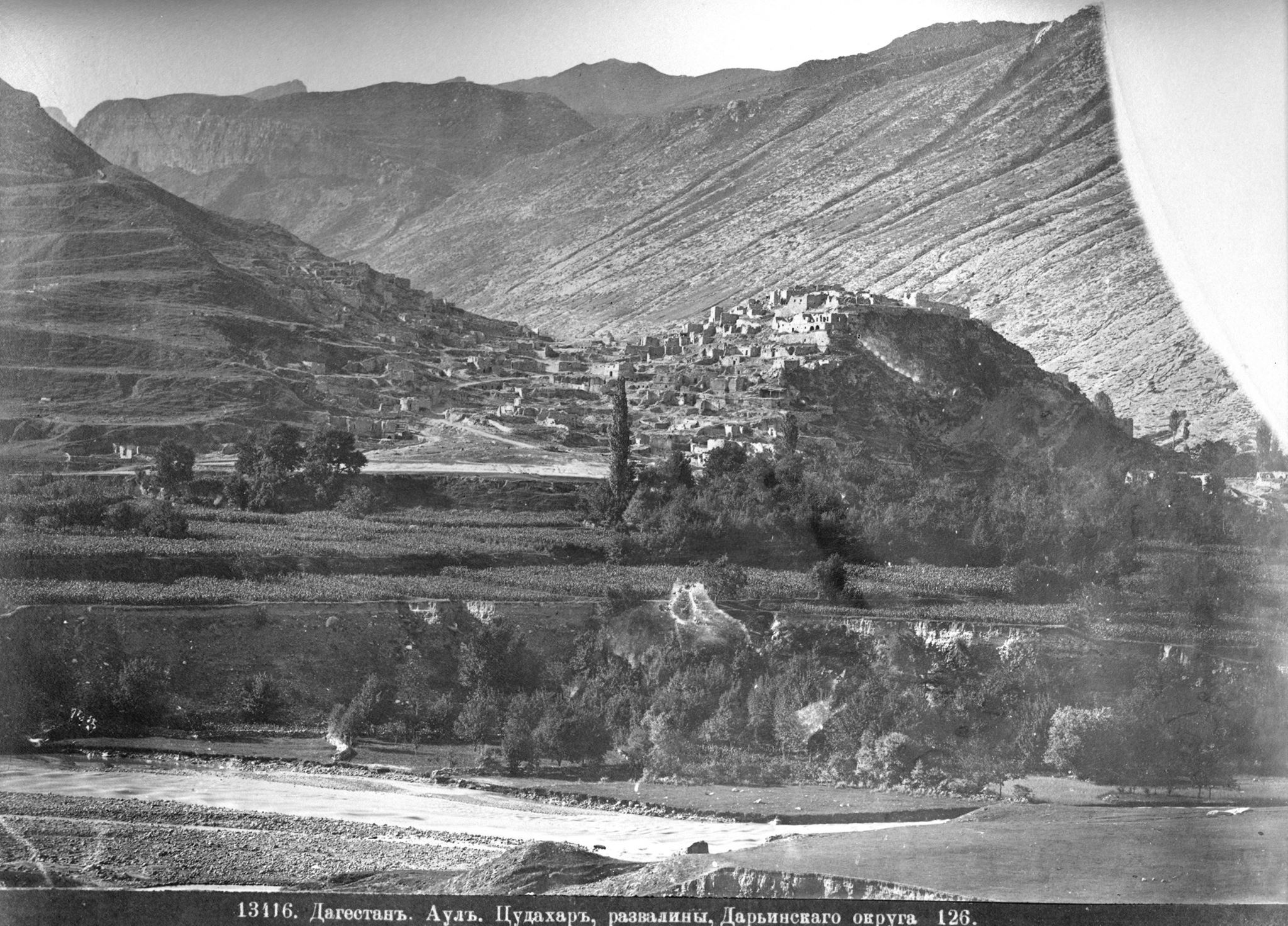
Развалины аула Цудахар. 1877 год

Аул Цудахар, конец XIX века. Фотография Роинашвили

Оставшиеся жители аула были переселены в другое место.

### Цудахар во время СССР
С 1946 по 1956 годы районный центр Цудахарского района.

## Население
| 1888  | 1895  | 1926  | 1939  | 1970  | 1989  | 2002  |
| ----- | ----- | ----- | ----- | ----- | ----- | ----- |
| 1457  | ↘1439 | ↗1546 | ↗1620 | ↘1519 | ↘1085 | ↗1297 |
| 2010  | 2021  |       |       |       |       |       |
| ↗1355 | ↗1700 |       |       |       |       |       |

### Этноязыковая ситуация
Жители Цудахара тесно связаны с близлежащими лакскими селениями, среди них было широко распространено знание лакского языка.
Исследование 1927 года показало, что Цудахар в то время выделялся среди сёл Даргинского округа особенно высоким уровнем владения русским языком: 36 % грамотных и 17 % неграмотных жителей говорили по-русски (по сравнению с 28 % и 11 % соответственно в среднем по округу).

## Инфраструктура

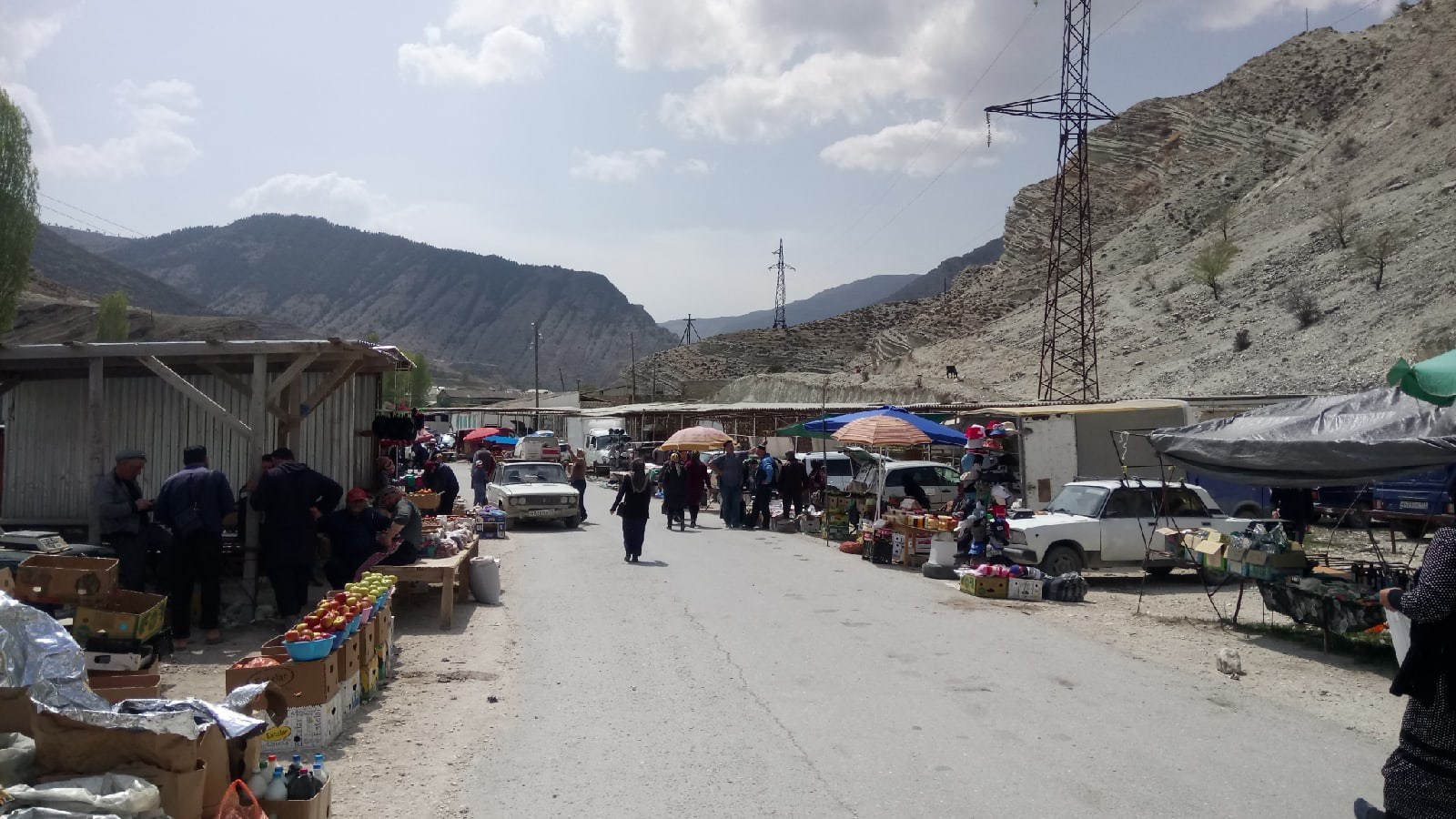
Рынок в Цудахаре

На территории Цудахара размещена участковая больница и почтовое отделение. Имеется МКОУ «Цудахарская СОШ им. М. В. Вагабова» и детско-юношеская спортивная школа. Также в селении был открыт сквер и мемориальная доска памяти общественно-политического деятеля Дагестана Магомед-Салама Умаханова.